# Gevelsteen Sint Victor
De Gevelsteen Sint Victor is een artistiek kunstwerk in Amsterdam-Centrum.
Het is een weergave van Victor van Marseille beschermheilige van korenmolenaars. De gevelsteen werd op 17 oktober 2017 geplaatst in de gevel van de brandweerkazerne op de hoek van de Marnixstraat en Rozengracht. De gevelsteen lag jarenlang daarvoor opgeslagen bij het Koninklijk Oudheidkundig Genootschap. De steen kijkt sinds die datum uit over de plek waar hij ooit was ingebouwd. Hij is afkomstig uit de "Molen De Victor", die van 1685 tot 1898 stond aan de overzijde aan de Rozengracht tussen de Marnixstraat en de Singelgracht. De sloop van de molen had nogal wat voeten in aarde; er werd een rechtszaak gevoerd over wie eigenaar was van grond en molen; de Amsterdamsche Molen-quaestie. De molen stond jaren in de weg bij de stadsuitbreiding richting west en delfde in juni 1898 na de uitspraak, dat Amsterdam de eigenaar was, het onderspit. Met een afmeting van 165 x 80 cm en een ondersteen van 50 x 90 cm is het de grootste gevelsteen in Amsterdam.
Sint Victor is afgebeeld in een rode bisschopsmantel en dito mijter. In zijn linkerhand houdt hij een kruisstaf, in zijn rechter een standerdmolen. De heilige vertrapt een Romeinse legeruitrusting als teken voor zijn minachting van het regime. 

De tekststeen vermeldt:
een prins die treckt in ’t veld

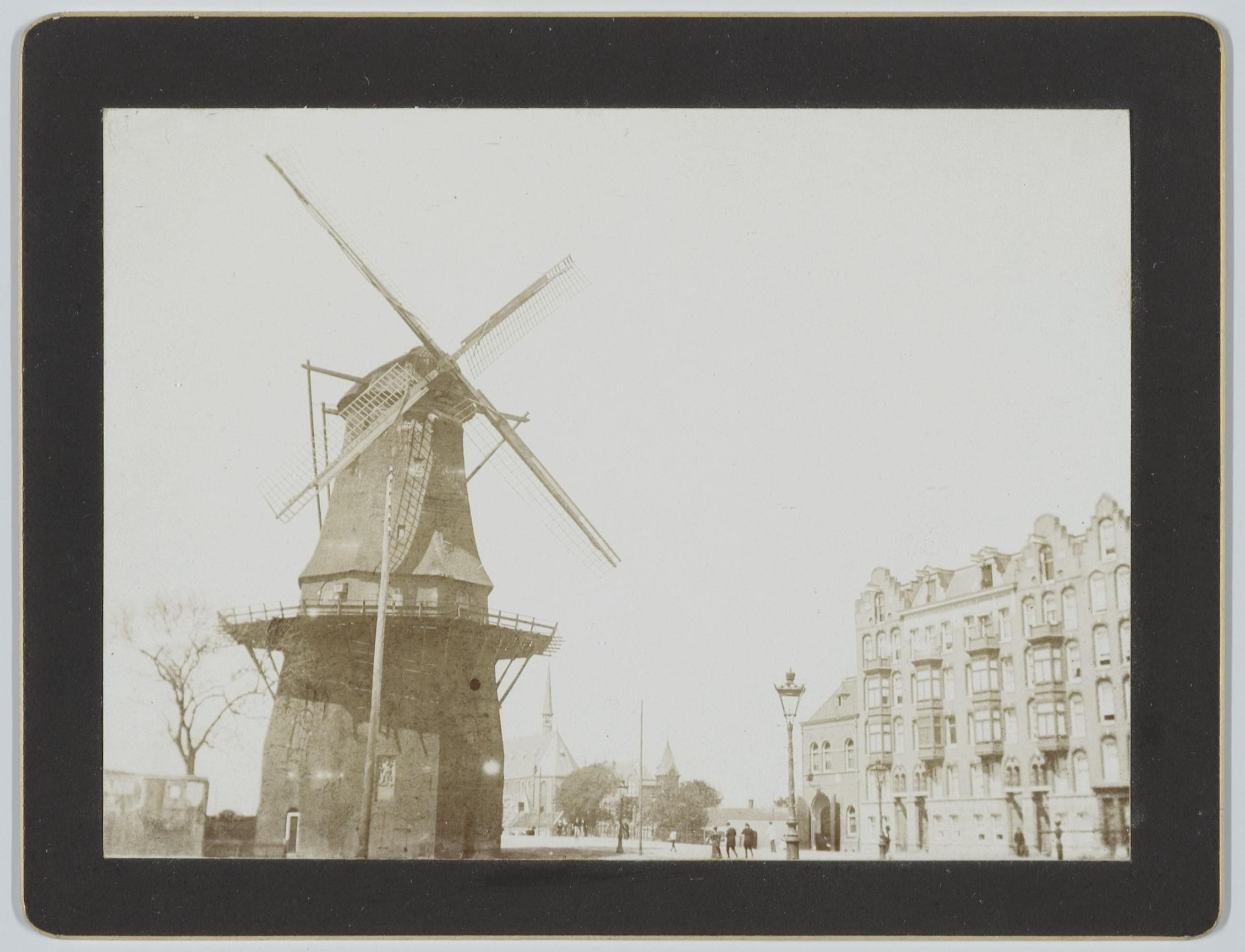
Gevelsteen in de molen (rechts naast de paal) rond 1896

om victorie te behaalen
voor gods seegen ben ick gesteld
tot burger dienst te maalen
Anno 1685